# Tortugas, Guanajuato
Tortugas är en ort i Mexiko.   Den ligger i kommunen San Francisco del Rincón och delstaten Guanajuato, i den centrala delen av landet, 300 km nordväst om huvudstaden Mexico City. Tortugas ligger 1 789 meter över havet och antalet invånare är 700.
Terrängen runt Tortugas är en högslätt. Runt Tortugas är det tätbefolkat, med 308 invånare per kvadratkilometer. Närmaste större samhälle är San Francisco del Rincón, 11,0 km norr om Tortugas. I omgivningarna runt Tortugas växer huvudsakligen savannskog.